# Teleopsis quadriguttata
Teleopsis quadriguttata är en tvåvingeart som först beskrevs av Walker 1856.  Teleopsis quadriguttata ingår i släktet Teleopsis och familjen Diopsidae. Inga underarter finns listade i Catalogue of Life.